# Ia Shugliashvili
Ia Shugliashvili (in georgiano ია შუღლიაშვილი ?; Tbilisi, 1965) è un'attrice georgiana, famosa per il ruolo della protagonista nel film My Happy Family film presentato al festival di Berlino 2017.

## Biografia
Ia Shugliashvili, figlia della cantante Inola Gurgulia, nel 2010 ha fatto il suo debutto televisivo in una serie georgiana.
Nel 2017 è stata la protagonista del lungometraggio My Happy Family primo film georgiano distribuito sulla piattaforma Netflix. Per la sua interpretazione ha vinto il premio come miglior attrice al Transilvania International Film Festival.

## Filmografia parziale

### Cinema
- My Happy Family (Chemi Bednieri Ojakhi), regia di Nana Ekvtimishvili e Simon Groß (2017)
- Sleeping Lessons, regia di Rusudan Pirveli (2018)
- Adam & Eve, regia di Dmitriy Kashuba (2018)
- The Bra, regia di Veit Helmer (2018)
- From Life to Life, regia di Beka Sikharulidze (2019)[6]

### Televisione
- Gogona Gareubnidan – serie TV (2010)